# Pristimantis chiastonotus
Pristimantis chiastonotus é uma espécie de anfíbio  da família Craugastoridae. Pode ser encontrada no Brasil, Guiana, Guiana Francesa e Suriname. Habita florestas tropicais de baixa altitude do nível do mar a 700 metros de altitude.